# Ixora maymyensis
Ixora maymyensis är en måreväxtart som beskrevs av Cornelis Eliza Bertus Bremekamp. Ixora maymyensis ingår i släktet Ixora och familjen måreväxter. Inga underarter finns listade i Catalogue of Life.